# Georg Seul
Georg Seul (* 29. Mai 1963) ist ein deutscher Schachspieler.
1987 wurde er in Eschweiler vor Gerald Hertneck deutscher Einzelmeister im Blitzschach, 1989 Blitzeinzelmeister von Rheinland-Pfalz. Auch Schnellschach zählt zu seinen Stärken. In der vom Weltschachverband FIDE erstellten Schnellschach-Weltrangliste vom Januar 2001 lag Seul als bester Deutscher auf Rang 54.  1999 gewann er (mit normaler Bedenkzeit) das Masters in Gelsenkirchen.
Als Jugendlicher spielte er beim SC Mayen und beim SC Kettig, bei dem er in der Saison 1982/83 auch in der 1. Bundesliga zum Einsatz kam. Von 1985 bis 1994 spielte er mit dem SV 03/25 Koblenz in der 1. Bundesliga, in der Saison 1994/95 für die Solinger SG 1868. Von 1999 bis 2002 spielte er mit dem SV Castrop-Rauxel in der 1. Liga, danach wechselte er zum Klub Kölner Schachfreunde. Ab der Saison 2007/08 spielte er beim Godesberger SK (unter anderem in der Saison 2007/08 in der 1. Bundesliga), zur Saison 2010/11 wechselte er zum Klub Kölner Schachfreunde zurück.
1993 erhielt er den Titel Internationaler Meister. Die Normen hierfür erzielte er in den Schachbundesligasaisons 1988/89, 1990/91 und 1992/93. Seine Elo-Zahl beträgt 2374 (Stand: November 2021), seine bisher höchste Elo-Zahl lag bei 2460 von Juli 2004 bis Juni 2005.